# Hans Reiter
Hans Conrad Julius Reiter (ur. 26 lutego 1881 w Reudnitz, zm. 25 listopada 1969 w Kassel) – niemiecki lekarz, bakteriolog i higienista. Został uznany za zbrodniarza wojennego za sprawą przeprowadzanych w obozie koncentracyjnym Buchenwald eksperymentów medycznych. Napisał książkę o higienie rasy, zatytułowaną Deutsches Gold, Gesundes Leben – Frohes Schaffen.
Studiował medycynę na Uniwersytecie w Lipsku i Uniwersytecie we Wrocławiu, tytuł doktora medycyny otrzymał na Uniwersytecie w Tybindze na podstawie dysertacji o gruźlicy. Następnie studiował w Instytucie Higieny w Berlinie, w Instytucie Pasteura w Paryżu i w Szpitalu św. Marii w Londynie.
Z jego nazwiskiem wiąże się eponimiczna nazwa zespołu Reitera. Ze względu na udział lekarza w zbrodniczych doświadczeniach ostatnio odchodzi się od tej nazwy.